# Asaphodes amblyterma
Asaphodes amblyterma là một loài bướm đêm trong họ Geometridae.